# Église Notre-Dame de La Bouteille
L'église Notre-Dame est une église fortifiée qui se dresse sur la commune de La Bouteille dans le département de l'Aisne en région Hauts-de-France.
L'église fait l'objet d'une inscription partielle au titre des monuments historiques par arrêté du 10 mars 1995. Seules les quatre tourelles d'angle sont inscrites.

## Situation
L'église Notre-Dame-de-La Bouteille est située dans le département français de l'Aisne sur la commune de La Bouteille.

## Histoire
Les verriers établis par l'abbaye de Foigny en 1517 n'eurent d'abord qu'une chapelle en bois. L'église fut construite en 1547.

## Description

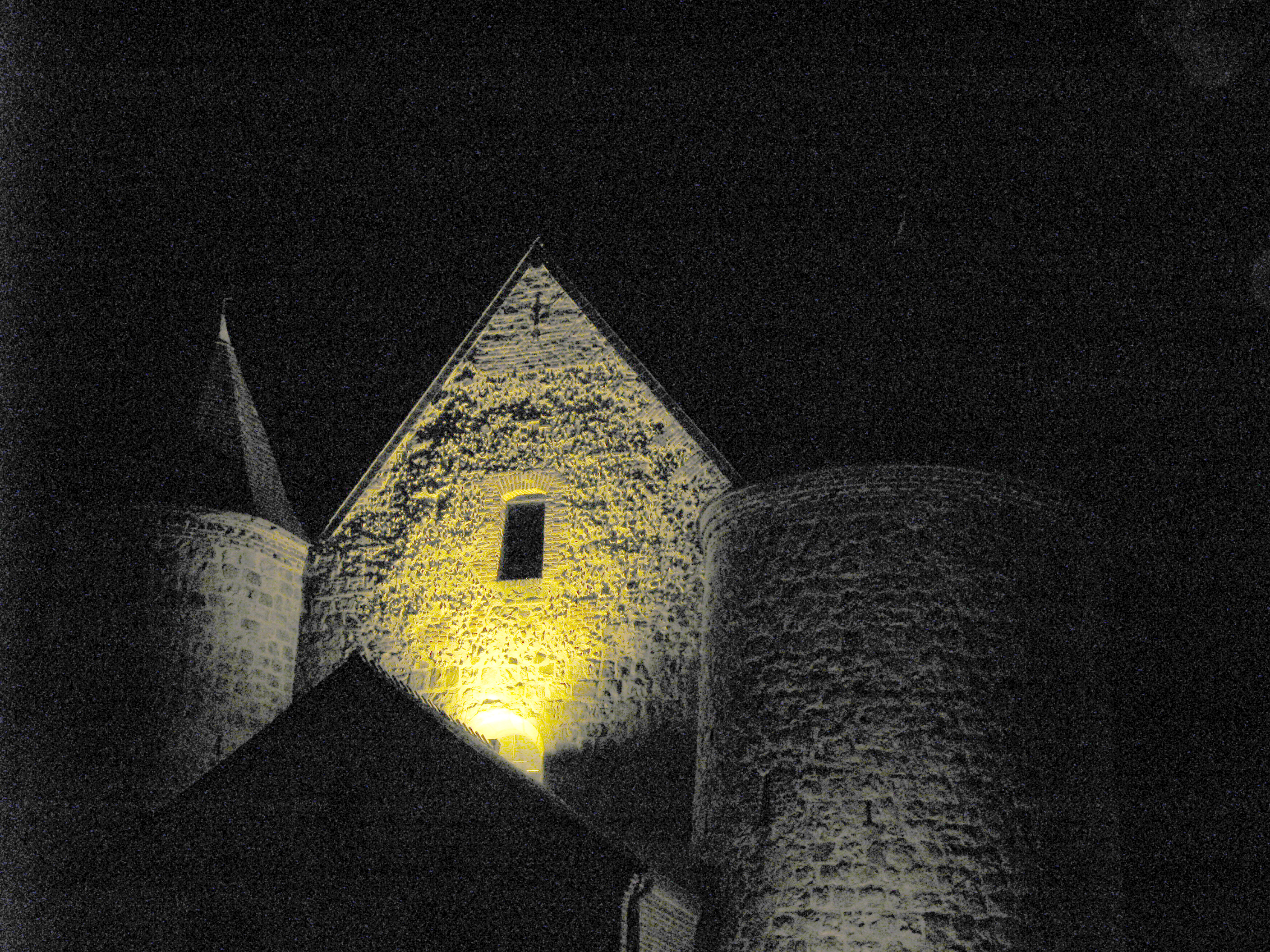

Flanquée d'une tour à chacun de ses angles, elle a la forme d'un parallélogramme. La quatrième tour n'a été construite qu'en 1860 ; un contrefort en avait tenu lieu jusque-là. Une flèche élégante s'éleva dès le commencement sur la nouvelle église. Elle existe encore, mais est aujourd'hui renfermée dans un second clocher extérieur qui fut construit, vers 1820, par les ingénieurs français chargés de dessiner la carte de France. En 1821, ils élevèrent d'abord une flèche d'une très grande hauteur qui donna des craintes pour l'édifice qu'elle dominait et fut remplacée quelques années plus tard par une autre flèche ayant cinq mètres de moins.
Aujourd'hui, le clocher a été restitué dans la forme antérieure à 1821.
L'église de la Bouteille possède un calice du XVe siècle, venant de l'abbaye de Foigny.

### Galerie

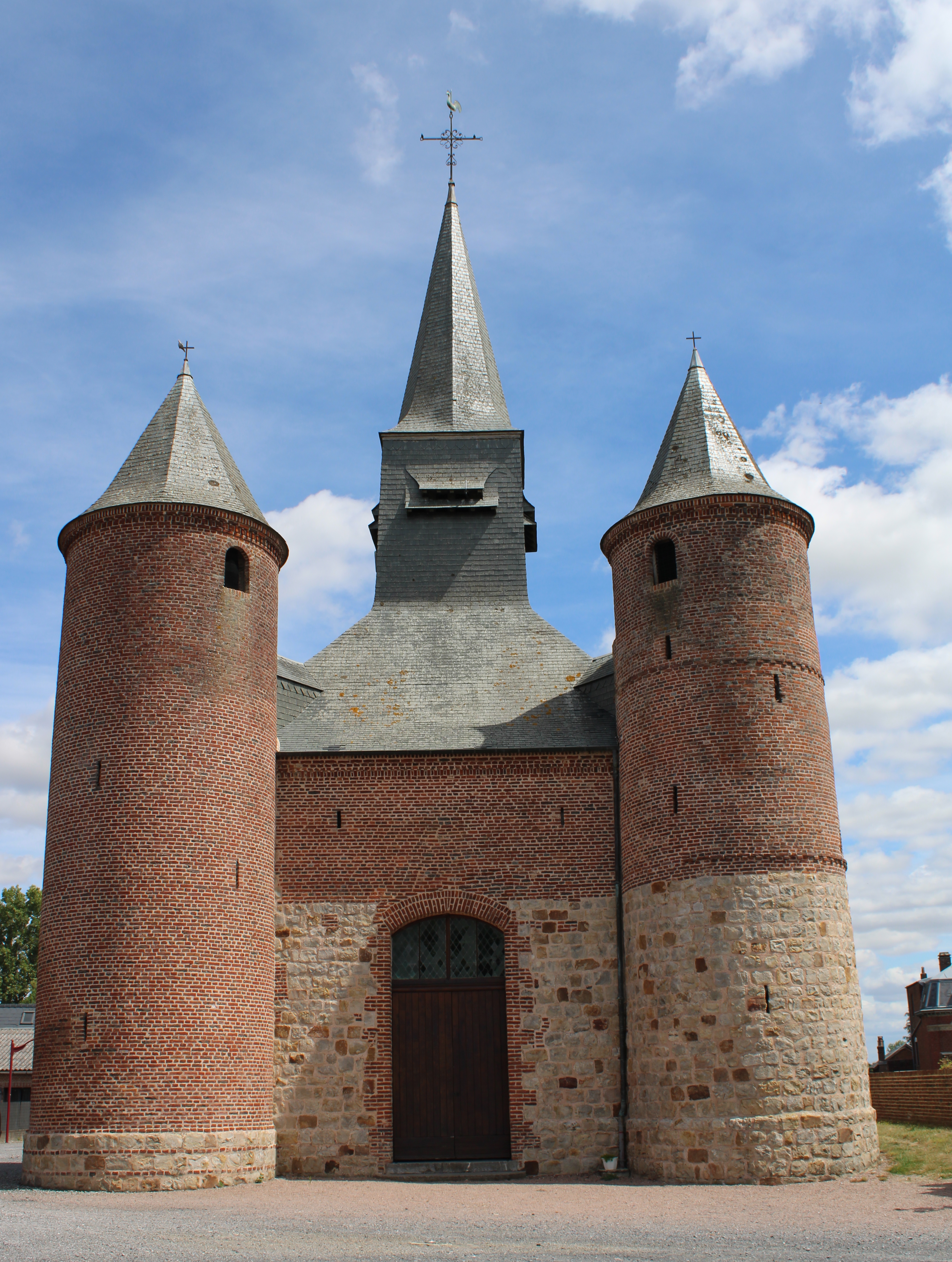
Façade de l'église flanquée de ses deux tours fortifiées.
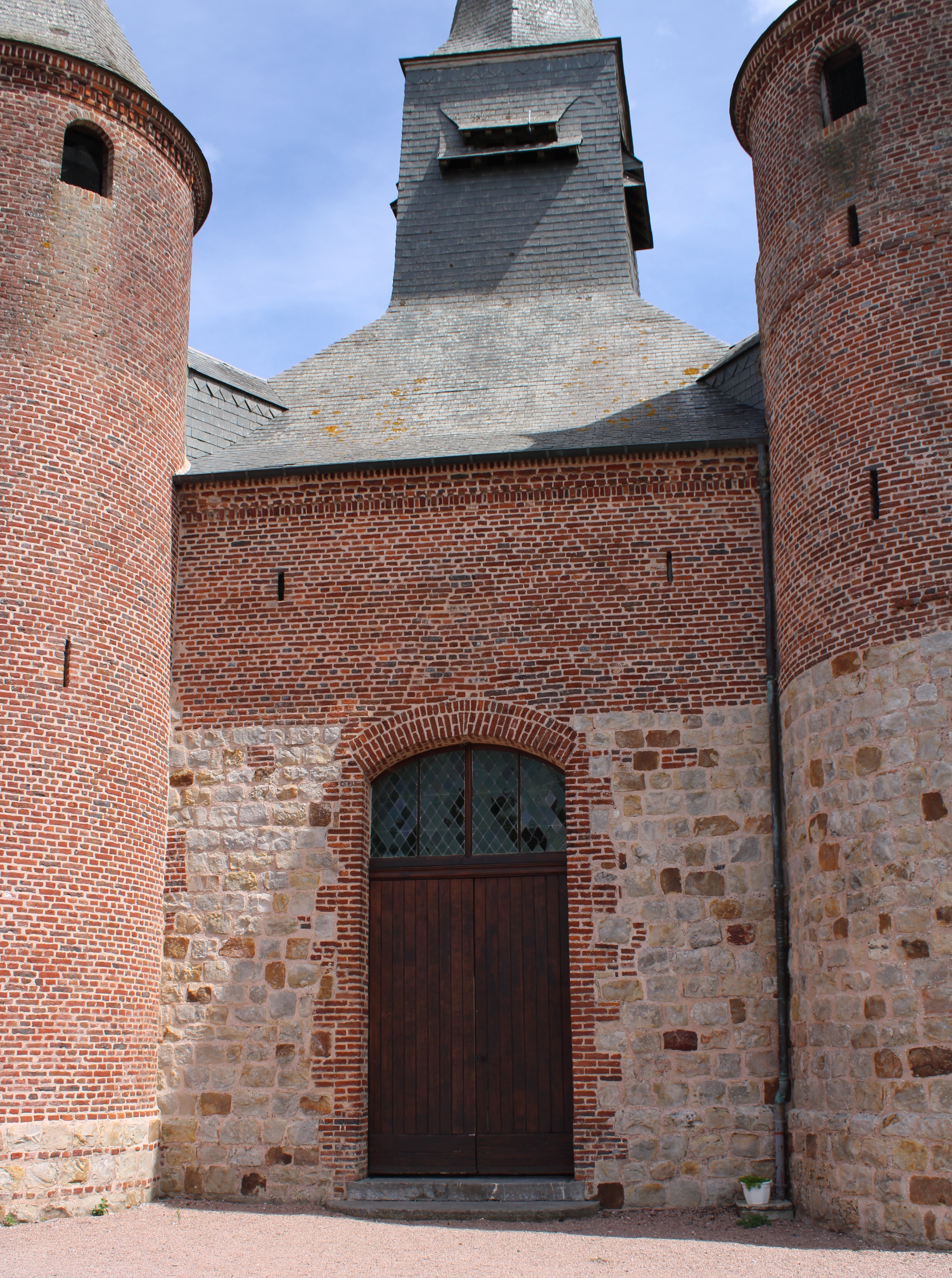
Porche de l'église.
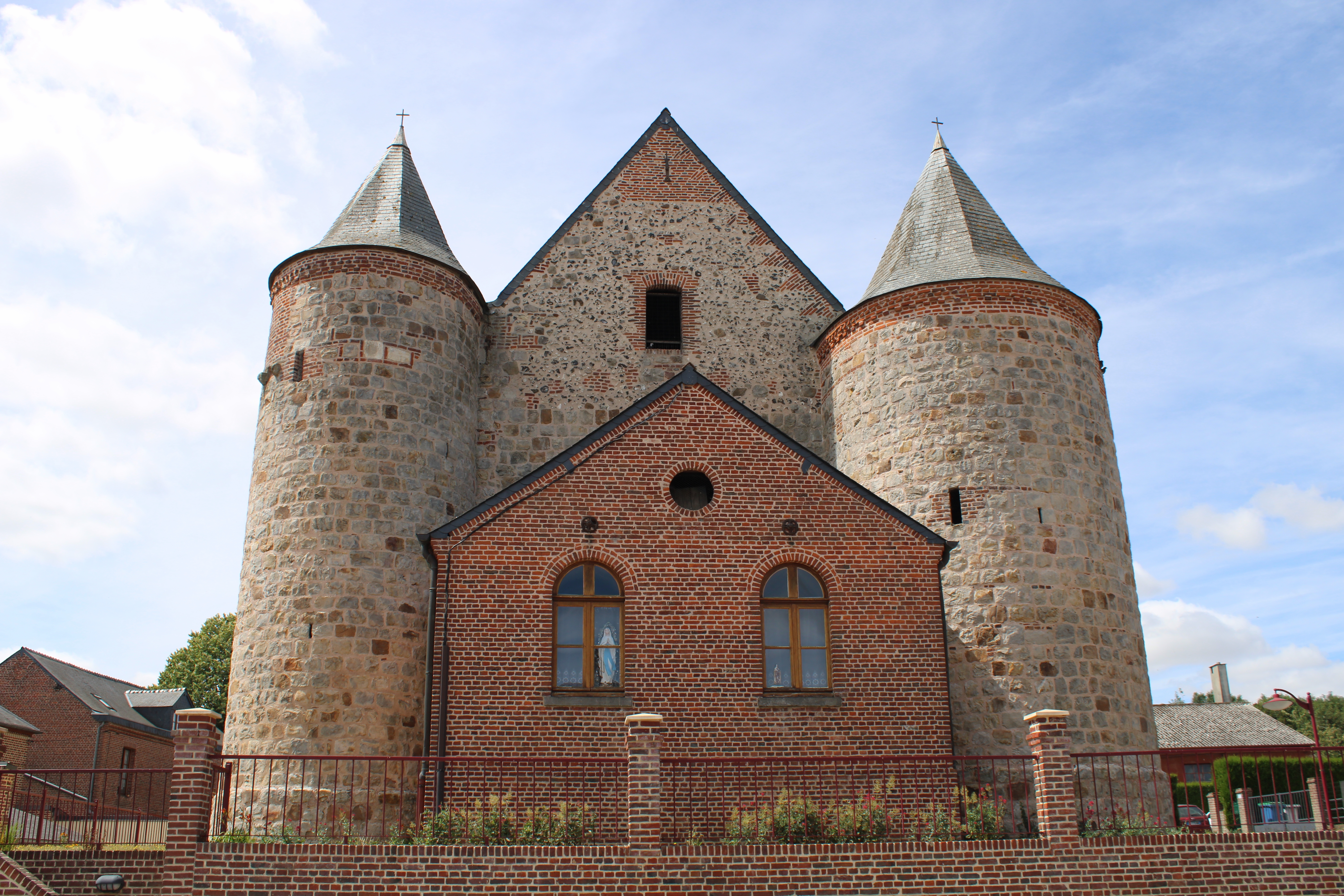
Chevet de l'église également encadré de deux tours.
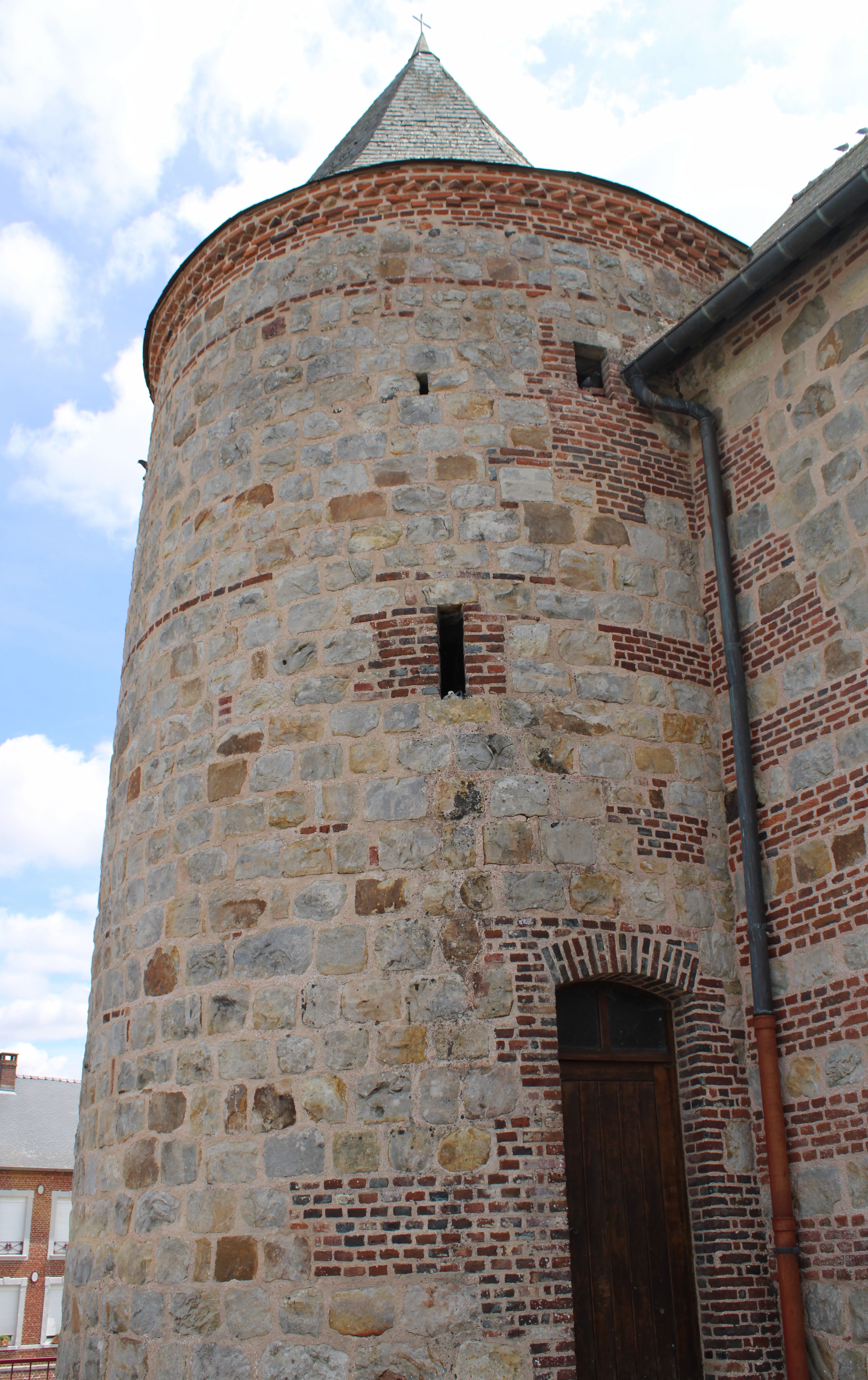
Tour sud de la façade avec des meurtrières et une porte permettant l'accès à la salle de refuge.
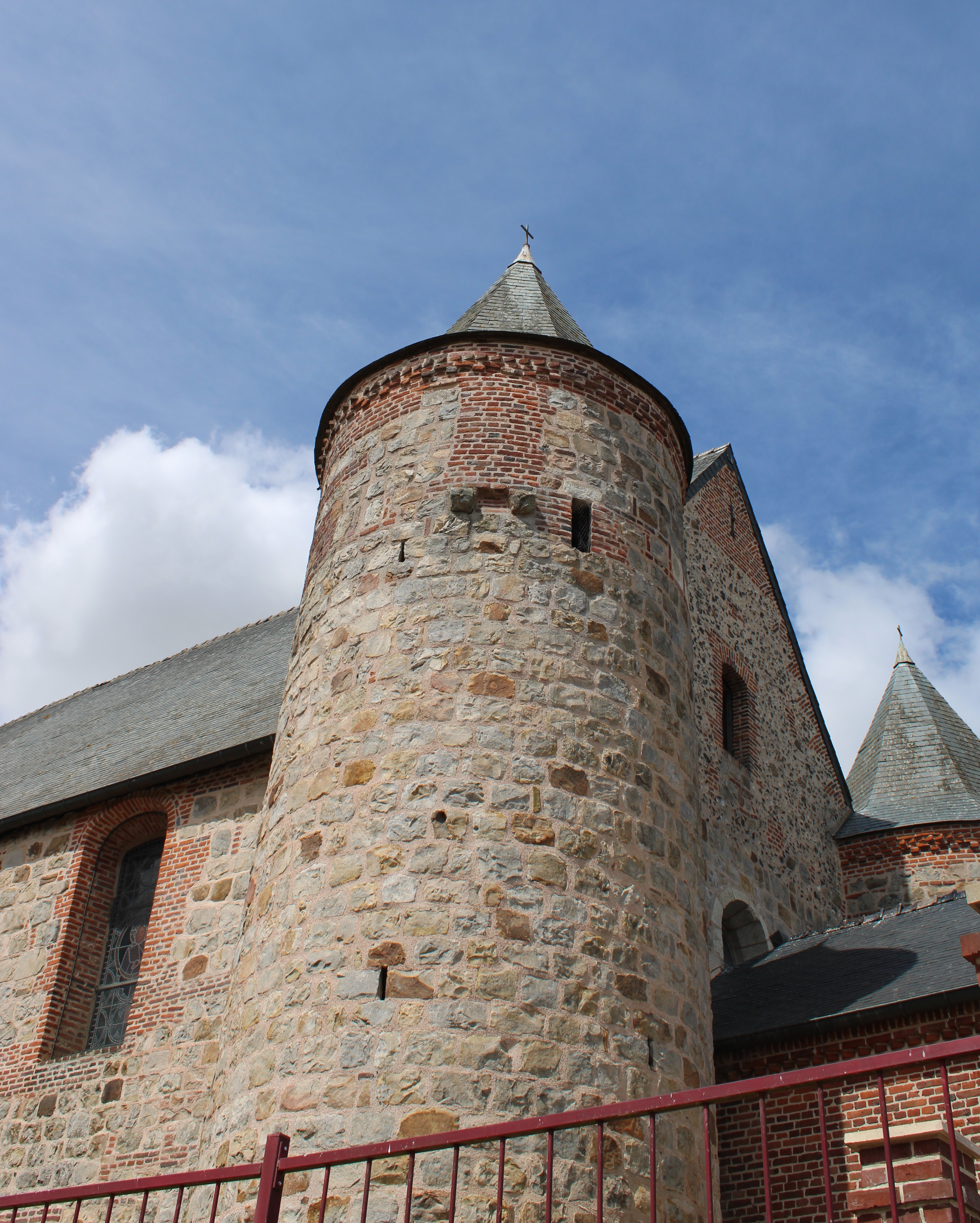
Tour sud du chevet.